# Schieß-Weltmeisterschaften Laufender Keiler/laufende Scheibe
Dieser Artikel listet die Medaillengewinner der Schieß-Weltmeisterschaften im laufenden Keiler und laufender Scheibe auf. Vorläufer der Weltmeisterschaften im laufenden Keiler waren die Weltmeisterschaften im laufenden Hirsch.

## Austragungsorte
| Jahr | Austragungsort    | Land                            | Laufender Hirsch | Laufender Keiler | Laufende Scheibe |
| ---- | ----------------- | ------------------------------- | ---------------- | ---------------- | ---------------- |
| 1929 | Stockholm         | Schweden                        | x                |                  |                  |
| 1931 | Lwów              | Polen                           | x                |                  |                  |
| 1937 | Helsinki          | Finnland                        | x                |                  |                  |
| 1947 | Stockholm         | Schweden                        | x                |                  |                  |
| 1949 | Buenos Aires      | Argentinien                     | x                |                  |                  |
| 1952 | Oslo              | Norwegen                        | x                |                  |                  |
| 1954 | Caracas           | Venezuela                       | x                |                  |                  |
| 1958 | Moskau            | Sowjetunion                     | x                |                  |                  |
| 1961 | Oslo              | Norwegen                        | x                |                  |                  |
| 1962 | Kairo             | Ägypten                         | x                |                  |                  |
| 1966 | Wiesbaden         | BR Deutschland                  |                  | x                |                  |
| 1967 | Pistoia           | Italien                         |                  | x                |                  |
| 1969 | Sandviken         | Schweden                        |                  | x                |                  |
| 1970 | Phoenix           | Vereinigte Staaten              |                  | x                |                  |
| 1973 | Melbourne         | Australien                      |                  | x                |                  |
| 1974 | Bern              | Schweiz                         |                  | x                |                  |
| 1975 | München           | BR Deutschland                  |                  | x                |                  |
| 1978 | Seoul             | Südkorea                        |                  | x                |                  |
| 1979 | Montecatini Terme | Italien                         |                  | x                |                  |
| 1981 | Tucumán           | Argentinien                     |                  | x                | x                |
| 1982 | Caracas           | Venezuela                       |                  | x                | x                |
| 1983 | Edmonton          | Kanada                          |                  | x                | x                |
| 1986 | Suhl              | Deutsche Demokratische Republik |                  | x                | x                |
| 1987 | Budapest          | Ungarn                          |                  |                  | x                |
| 1989 | Sarajevo          | Jugoslawien                     |                  |                  | x                |
| 1990 | Moskau            | Sowjetunion                     |                  | x                | x                |
| 1991 | Stavanger         | Norwegen                        |                  |                  | x                |
| 1994 | Mailand           | Italien                         |                  | x                | x                |
| 1998 | Barcelona         | Spanien                         |                  |                  | x                |
| 2002 | Lahti             | Finnland                        |                  | x                | x                |
| 2006 | Zagreb            | Kroatien                        |                  | x                | x                |
| 2008 | Pilsen            | Tschechien                      |                  | x                | x                |
| 2009 | Heinola           | Finnland                        |                  | x                | x                |
| 2010 | München           | Deutschland                     |                  | x                | x                |
| 2012 | Stockholm         | Schweden                        |                  | x                | x                |
| 2014 | Granada           | Spanien                         |                  | x                | x                |
| 2016 | Suhl              | Deutschland                     |                  | x                | x                |
| 2018 | Changwon          | Südkorea                        |                  | x                | x                |

## Laufender Hirsch

### Einzel Herren Einzelschuss
| Jahr (Ort) | Gold              | Silber            | Bronze              |
| ---------- | ----------------- | ----------------- | ------------------- |
| 1929       | Otto Olsen        | Bror Nilsson      | Martti Liuttala     |
| 1931       | John Boles        | Otto Olsen        | Rolf Bergersen      |
| 1937       | Rolf Bergersen    | Herman Pyk        | Hans Aasnæs         |
| 1947       | Olof Sköldberg    | Yrjö Miettinen    | Thorleif Kockgard   |
| 1949       | John Larsen       | Rolf Bergersen    | Olof Sköldberg      |
| 1952       | John Larsen       | Rolf Bergersen    | Karl Bohman         |
| 1954       | Witalij Romanenko | Rolf Bergersen    | Nikolai Prosorowski |
| 1958       | Igor Nikitin      | Witalij Romanenko | James Davis         |
| 1961       | Loyd Crow         | Witalij Romanenko | Ljudwig Lustberg    |
| 1962       | Oleg Sakurenkow   | John Forster      | Rune Flodman        |

### Einzel Herren Doppelschuss
| Jahr (Ort) | Gold            | Silber            | Bronze                  |
| ---------- | --------------- | ----------------- | ----------------------- |
| 1929       | Otto Hultberg   | Otto Olsen        | Bill Modin              |
| 1931       | John Boles      | Rolf Bergersen    | Martti Liuttala         |
| 1937       | Olof Sköldberg  | Hans Aasnæs       | Herman Pyk              |
| 1947       | Hans Aasnæs     | Hans Liljedahl    | Thorleif Kockgard       |
| 1949       | Hans Aasnæs     | Olof Sköldberg    | Birger Bühring-Andersen |
| 1952       | John Larsen     | Benkt Austrin     | Karl Bohman             |
| 1954       | Dimitri Bobrun  | Witalij Romanenko | Wladimir Sewrjugin      |
| 1958       | Joseph Deckert  | Rune Flodman      | Harry Lucker            |
| 1961       | John Forster    | Joseph Deckert    | Wladimir Linnikow       |
| 1962       | Oleg Sakurenkow | Igor Nikitin      | Willis Powell           |

### Einzel Herren Einzel und Doppelschuss
| Jahr (Ort) | Gold        | Silber         | Bronze          |
| ---------- | ----------- | -------------- | --------------- |
| 1949       | John Larsen | Rolf Bergersen | Birger Kockgard |

### Mannschaft Herren Einzelschuss
| Jahr (Ort) | Gold                                                                                 | Silber                                                                       | Bronze                                                               |
| ---------- | ------------------------------------------------------------------------------------ | ---------------------------------------------------------------------------- | -------------------------------------------------------------------- |
| 1929       | Schweden Otto Hultberg Fredric Landelius Bill Modin Bror Nilsson                     | Norwegen Otto Olsen Thorstein Johansen Einar Liberg                          | Finnland Martti Liuttala Magnus Wegelius Lennart Hannelius           |
| 1931       | Polen Tadeusz Baranski Jerzy Podolski Stanislaw Lewinski Kazimierz Zaleski           | Norwegen Otto Olsen Hans Aasnæs Rolf Bergersen Martin Steenersen             |                                                                      |
| 1947       | Schweden                                                                             |                                                                              |                                                                      |
| 1952       | Norwegen John Larsen Hans Aasnæs Rolf Bergersen Birger Bühring-Andersen              | Schweden Birger Kockland Hans Liljedahl Max Mirowsky Olof Sköldberg          | Finnland Matti Koskenmies Martti Liuttula Tauno Mäki Yrjö Miettinen  |
| 1954       | Sowjetunion Witalij Romanenko Dimitri Bobrun Wassili Onitschenko Nikolai Prosorowski | Norwegen Rolf Bergersen Ola Brude Birger Bühring-Andersen John Larsen        | Schweden Benkt Austrin Ake Bohman Georg Erdmann Olof Sköldberg       |
| 1958       | Sowjetunion Igor Nikitin Witalij Romanenko Ljudwig Lustberg Oleg Sakurenkow          | Vereinigte Staaten James Davis Joseph Deckert Harry Lucker Richard Wentworth | Schweden Rune Flodman Ake Bohman Stig Johansson Björn Schullström    |
| 1961       | Sowjetunion Igor Nikitin Witalij Romanenko Ljudwig Lustberg Oleg Sakurenkow          | Vereinigte Staaten James Davis Joseph Deckert Harry Lucker Richard Wentworth | Schweden Rune Flodman Ake Bohman Stig Johansson Björn Schullström    |
| 1962       | Sowjetunion Igor Nikitin Witalij Romanenko Igor Njesterow Oleg Sakurenkow            | Vereinigte Staaten John Forster Willis Powell Norman Skarpness John Torbush  | Finnland Pekka Kling Seppo Penkkimäki Mauri Piskula Heikki Yrjövuori |

### Mannschaft Herren Doppelschuss
| Jahr (Ort) | Gold                                                                                | Silber                                                                       | Bronze                                                                |
| ---------- | ----------------------------------------------------------------------------------- | ---------------------------------------------------------------------------- | --------------------------------------------------------------------- |
| 1929       | Norwegen Otto Olsen Thorstein Johansen Einar Liberg Halvard Angaard                 | Schweden Otto Hultberg Fredric Landelius Bill Modin Bror Nilsson             | Finnland Martti Liuttala Magnus Wegelius Lennart Hannelius            |
| 1931       | Norwegen Otto Olsen Hans Aasnæs Rolf Bergersen Harald Natvig                        | Polen Tadeusz Baranski Jerzy Podolski Stanislaw Lewinski Kazimierz Zaleski   |                                                                       |
| 1947       | Schweden                                                                            |                                                                              |                                                                       |
| 1952       | Norwegen John Larsen Hans Aasnæs Rolf Bergersen Birger Bühring-Andersen             | Finnland Matti Koskenmies Martti Liuttula Tauno Mäki Yrjö Miettinen          | Schweden Birger Kockland Benkt Austrin Max Mirowsky Olof Sköldberg    |
| 1954       | Sowjetunion Witalij Romanenko Dimitri Bobrun Wladimir Sewrjugin Nikolai Prosorowski | Schweden Benkt Austrin Ake Bohman Georg Erdmann Olof Sköldberg               | Norwegen Rolf Bergersen Ola Brude Birger Bühring-Andersen John Larsen |
| 1958       | Sowjetunion Igor Nikitin Witalij Romanenko Ljudwig Lustberg Oleg Sakurenkow         | Vereinigte Staaten James Davis Joseph Deckert Harry Lucker Richard Wentworth | Schweden Rune Flodman Ake Bohman Stig Johansson Björn Schullström     |
| 1961       | Sowjetunion Igor Nikitin Witalij Romanenko Ljudwig Lustberg Oleg Sakurenkow         | Vereinigte Staaten James Davis Joseph Deckert Harry Lucker Richard Wentworth | Schweden Rune Flodman Ake Bohman Stig Johansson Björn Schullström     |
| 1962       | Sowjetunion Igor Nikitin Witalij Romanenko Igor Njesterow Oleg Sakurenkow           | Vereinigte Staaten John Forster Willis Powell Norman Skarpness John Torbush  | Finnland Pekka Kling Seppo Penkkimäki Mauri Piskula Heikki Yrjövuori  |

### Mannschaft Herren Einzel und Doppelschuss
| Jahr (Ort) | Gold                                                                                  | Silber                                                                                 | Bronze                                                               |
| ---------- | ------------------------------------------------------------------------------------- | -------------------------------------------------------------------------------------- | -------------------------------------------------------------------- |
| 1949       | Norwegen Hans Aasnæs Rolf Bergersen Birger Bühring-Andersen John Larsen Thorvald Lund | Schweden Birger Kockgard Thorleif Kockgard Hans Liljedahl Olle Mirowsky Olof Sköldberg | Argentinien J. Durando S. Mella J. Pereyra A. Peverelli M. Schilling |

### Medaillenspiegel
Stand: 2017
| Rang | Land                       | Gold | Silber | Bronze | Gesamt |
| ---- | -------------------------- | ---- | ------ | ------ | ------ |
| 1    | Norwegen                   | 13   | 11     | 4      | 28     |
| 2    | Russland inkl. Sowjetunion | 13   | 4      | 4      | 21     |
| 3    | Schweden                   | 5    | 10     | 15     | 30     |
| 4    | Vereinigte Staaten         | 5    | 8      | 3      | 16     |
| 5    | Polen                      | 1    | 1      | 0      | 2      |
| 6    | Finnland                   | 0    | 2      | 7      | 9      |
| 7    | Argentinien                | 0    | 0      | 1      | 1      |
|      |                            | 38   | 36     | 34     | 108    |

## Laufender Keiler

### Einzel Herren
| Jahr (Ort) | Gold                 | Silber              | Bronze                       |
| ---------- | -------------------- | ------------------- | ---------------------------- |
| 1966       | Kenneth Jones        | Igor Nikitin        | John Kingeter                |
| 1967       | Martin Nordfors      | Wladimir Weselow    | Stig Johansson               |
| 1969       | Martin Nordfors      | Waleri Postojanow   | John Kingeter                |
| 1970       | Göte Gaard           | Waleri Postojanow   | Martin Nordfors              |
| 1973       | Aljaksandr Kedsjarau | Waleri Postojanow   | Helmut Bellingrodt           |
| 1974       | Helmut Bellingrodt   | Waleri Postojanow   | Aljaksandr Hasau             |
| 1975       | Waleri Postojanow    | Helmut Bellingrodt  | Giovanni Mezzani             |
| 1978       | Juha Ranniko         | John McKinley Gough | Carlos Rene Silva Monterroso |
| 1979       | Tibor Bodnár         | Andras Doleschall   | Juha Ranniko                 |
| 1981       | Thomas Pfeffer       | Alexej Rudnitzki    | Tibor Bodnár                 |
| 1982       | Juri Kadenatzi       | Jerzy Greszkiewicz  | Nikolai Dedow                |
| 1983       | Igor Sokolow         | Tibor Bodnár        | Andras Doleschall            |
| 1986       | Sergej Lusow         | Jean-Luc Tricoire   | Andras Doleschall            |
| 1990       | Alexej Poslow        | Manfred Kurzer      | Attila Solti                 |
| 1994       | Shu Quingquan        | Luboš Račanský      | Hennadij Awramenko           |
| 2002       | Vesa Saviahde        | Manfred Kurzer      | Luboš Račanský               |
| 2006       | Łukasz Czapla        | Miroslav Januš      | Peter Pelach                 |
| 2008       | Krister Holmberg     | Maxim Stepanow      | Miroslav Januš               |
| 2009       | Maxim Stepanow       | Krister Holmberg    | Peter Pelach                 |
| 2010       | Emil Martinsson      | Maxim Stepanow      | Wladislaw Prianischnikow     |
| 2012       | Łukasz Czapla        | Emil Martinsson     | Dmitri Romanow               |
| 2014       | Łukasz Czapla        | Rickard Johansson   | Dmitri Romanow               |
| 2016       | Maxim Stepanow       | Michail Asarenko    | Emil Martinsson              |
| 2018       | Michail Asarenko     | Łukasz Czapla       | Tomi-Pekka Heikkiläe         |

### Mannschaft Herren
| Jahr (Ort) | Gold                                                                                     | Silber                                                                                          | Bronze                                                                                   |
| ---------- | ---------------------------------------------------------------------------------------- | ----------------------------------------------------------------------------------------------- | ---------------------------------------------------------------------------------------- |
| 1966       | Sowjetunion Wladimir Weselow Waleri Starateljew Igor Nikitin Jakiw Schelesnjak           | Vereinigte Staaten John Kingeter Frederick Dean Edmond Möller Richard Brown                     | Schweden Martin Nordfors Stig Johansson Matis Björklund Göte Gaard                       |
| 1967       | Sowjetunion Wladimir Weselow Waleri Starateljew Igor Nikitin Andris Buzis                | Schweden Martin Nordfors Stig Johansson Runar Jakobsson Göte Gaard                              | Vereinigte Staaten John Kingeter R. Dickens Norman Skarpness Robert Yeager               |
| 1969       | Sowjetunion Waleri Postojanow Waleri Starateljew Igor Nikitin Andris Buzis               | Vereinigte Staaten John Kingeter Loyd Crow Ted McMillion Edmund Möller                          | Schweden Martin Nordfors Stig Johansson Runar Jakobsson Göte Gaard                       |
| 1970       | Sowjetunion Waleri Postojanow Waleri Starateljew Igor Nikitin Andris Buzis               | Schweden Martin Nordfors Stig Johansson Runar Jakobsson Göte Gaard                              | Vereinigte Staaten Frank Tossas Loyd Crow Ted McMillion Robert Yeager                    |
| 1973       | Sowjetunion Waleri Postojanow Aljaksandr Kedsjarau Jakiw Schelesnjak Aljaksandr Hasau    | Schweden Martin Nordfors Karl Karlsson Per-Anders Lingman Göte Gaard                            | Vereinigte Staaten Charles Davis Arlie Jones Edmund Möller Louis Michael Theimer         |
| 1974       | Sowjetunion Waleri Postojanow Aljaksandr Kedsjarau Jakiw Schelesnjak Aljaksandr Hasau    | BR Deutschland Günther Danne Friedrich Christoffer Wolfgang Hamberger Christoph-Michael Zeisner | Vereinigte Staaten Charles Davis Arlie Jones Edmund Möller Louis Michael Theimer         |
| 1975       | Sowjetunion Waleri Postojanow Aljaksandr Kedsjarau Jakiw Schelesnjak Matti Jigi          | Ungarn Tibor Bodnár József Madai Gyula Szabo Janos Szekeres                                     | BR Deutschland Günther Danne Thomas Lederer Wolfgang Hamberger Christoph-Michael Zeisner |
| 1978       | BR Deutschland Günther Danne Thomas Lederer Wolfgang Hamberger Christoph-Michael Zeisner | Vereinigte Staaten Charles Davis John Andersen James Reiber Louis Michael Theimer               | Kolumbien Helmut Bellingrodt Hernando Barrientos Hanspeter Bellingrodt Horst Bellingrodt |
| 1979       | Finnland Jorma Lievonen Juha Ranniko Martti Eskelinen Matti Saeteri                      | Ungarn Tibor Bodnár Andras Doleschall Gyula Szabo Janos Szekeres                                | Sowjetunion Aljaksandr Hasau Aljaksandr Kedsjarau Alexander Gorodjankin Matti Jigi       |
| 1981       | Sowjetunion Igor Sokolow Alexej Rudnitzki Alexander Iwantschichin Juri Kadenatzi         | Ungarn Tibor Bodnár Andras Doleschall Zoltan Keczeli Kalman Kovacs                              | Schweden Lars Ivarsson Johnny Modigh Thomas Hagelberg Harry Johansson                    |
| 1982       | Sowjetunion Igor Sokolow Nikolai Dedow Alexander Iwantschichin Juri Kadenatzi            | Ungarn István Péni Andras Doleschall Zoltan Keczeli Kalman Kovacs                               | Volksrepublik China Bin He Zhongyuan Wang Yili Xie Ji Ping Yu                            |
| 1983       | Sowjetunion Igor Sokolow Andrei Dunajew Juri Kadenatzi                                   | Ungarn Tibor Bodnár Andras Doleschall Kalman Kovacs                                             | Deutsche Demokratische Republik Ludwig Montsko Thomas Lederer Uwe Schröder               |
| 1986       | Sowjetunion Hennadij Awramenko Sergei Lusow Juri Kadenatzi                               | Ungarn Tibor Bodnár Andras Doleschall Attila Solti                                              | Deutsche Demokratische Republik Thomas Pfeffer Henry Risch Tilo Weigel                   |
| 1990       | Ungarn Jozsef Angyan Jozsef Aike Attila Solti                                            | Sowjetunion Hennadij Awramenko Anatoli Asrabajew Alexei Poslow                                  | Volksrepublik China Shu Quingquan Ji Gang Zhang Ronghui                                  |
| 1994       | Volksrepublik China Shu Quingquan Cai Zhiyong Jun Xiao                                   | Ungarn Jozsef Angyan József Sike Tamás Tasi                                                     | Deutschland Michael Jakosits Manfred Kurzer Jens Zimmermann                              |
| 2002       | Russland Juri Jermolenko Igor Kolesow Maxim Stepanow                                     | Tschechien Luboš Račanský Miroslav Januš Miroslav Lizal                                         | Finnland Pasi Wedman Vesa Saviahde Teppo Koskue                                          |
| 2006       | Tschechien Luboš Račanský Miroslav Januš Bedrich Jonas                                   | Schweden Emil Andersson Sami Pesonen Niklas Bergström                                           | Russland Dmitri Lykin Igor Kolesow Maxim Stepanow                                        |
| 2008       | Tschechien Luboš Račanský Miroslav Januš Bedrich Jonas                                   | Russland Alexander Blinow Igor Kolesow Maxim Stepanow                                           | Ukraine Alexander Zinenko Wladislaw Prianischnikow Alexander Ulwak                       |
| 2009       | Russland Maxim Stepanow Alexander Blinow Igor Kolesow                                    | Finnland Krister Holmberg Vesa Saviahde Pasi Wedman                                             | Slowakei Peter Pelach                                                                    |
| 2012       | Russland Maxim Stepanow Michail Asarenko Dmitri Romanow                                  | Schweden Emil Martinsson Rickard Johansson Niklas Bergström                                     | Ukraine Alexander Zinenko Wladislaw Prianischnikow Andrej Gilschenko                     |
| 2014       | Russland Maxim Stepanow Michail Asarenko Dmitri Romanow                                  | Finnland Krister Holmberg Tomi-Pekka Heikkiläe Sami Heikkilae                                   | Schweden Emil Martinsson Rickard Johansson Niklas Bergström                              |
| 2016       | Russland Maxim Stepanow Michail Asarenko Dmitri Romanow                                  | Ungarn Tamás Tasi László Boros József Sike                                                      | Tschechien Miroslav Januš Bedrich Jonas David Pokorny                                    |
| 2018       | Russland Maxim Stepanow Michail Asarenko Dmitri Romanow                                  | Schweden Emil Martinsson Jesper Nyberg Niklas Bergström                                         | Südkorea Ha Kwang-chul Cho Se-jong Jeong You-jin                                         |

### Einzel Herren Gemischter Lauf
| Jahr (Ort) | Gold               | Silber                  | Bronze             |
| ---------- | ------------------ | ----------------------- | ------------------ |
| 1970       | Göte Gaard         | Waleri Postojanow       | Martin Nordfors    |
| 1973       | Peter Cheng        | Aljaksandr Kedsjarau    | Helmut Bellingrodt |
| 1974       | Waleri Postojanow  | Aljaksandr Kedsjarau    | Aljaksandr Hasau   |
| 1978       | Giovanni Mezzani   | Günther Danne           | Ezio Cini          |
| 1979       | Aljaksandr Hasau   | Igor Sokolow            | Gyula Szabo        |
| 1981       | Alexei Rudnitzki   | Alexander Iwantschichin | Tibor Bodnár       |
| 1982       | Nikolai Dedow      | Juri Kadenatzi          | Jerzy Greszkiewicz |
| 1983       | Sergej Sawostjanow | Nikolai Dedow           | Jerzy Greszkiewicz |
| 1986       | Attila Solti       | Huang Shiping           | Li Yuwei           |
| 1990       | Zhang Ronghui      | Hennadij Awramenko      | Manfred Kurzer     |
| 1994       | Luboš Račanský     | Hennadij Awramenko      | Adam Saathoff      |
| 2002       | József Sike        | Emil Andersson          | Lubomir Pelach     |
| 2006       | Łukasz Czapla      | Peter Pelach            | Bedrich Jonas      |
| 2008       | Alexander Blinow   | Peter Pelach            | Alexander Zinenko  |
| 2009       | Peter Cheng        | Staffan Holmström       | Niklas Bergström   |
| 2010       | Maxim Stepanow     | Miroslav Jurco          | Emil Martinsson    |
| 2012       | József Sike        | Emil Martinsson         | Krister Holmberg   |
| 2014       | Łukasz Czapla      | Rickard Johansson       | József Sike        |
| 2016       | Emil Martinsson    | Jesper Nyberg           | Pak Myong-won      |
| 2018       | Emil Martinsson    | Michail Asarenko        | Jesper Nyberg      |

### Mannschaft Herren Gemischter Lauf
| Jahr (Ort) | Gold                                                                                  | Silber                                                                                   | Bronze                                                                           |
| ---------- | ------------------------------------------------------------------------------------- | ---------------------------------------------------------------------------------------- | -------------------------------------------------------------------------------- |
| 1970       | Schweden Göte Gaard Runnar Jakobsson Stig Johansson Martin Nordfors                   | Sowjetunion Waleri Postojanow Andris Buzis Anatoli Farafonow Igor Nikitin                | Vereinigte Staaten Loyd Crow Ted McMillion Frank Tossas Robert Yeager            |
| 1973       | Sowjetunion Waleri Postojanow Mati Jigi Aljaksandr Kedsjarau Jakiw Schelesnjak        | Schweden Göte Gaard Karl Karlsson Per-Anders Lingman Martin Nordfors                     | Vereinigte Staaten Charles Davis Arlie Jones Edmund Möller Louis Michael Theimer |
| 1974       | Sowjetunion Waleri Postojanow Aljaksandr Hasau Aljaksandr Kedsjarau Jakiw Schelesnjak | Ungarn Tibor Bodnár Zoltan Pelikan Gyula Szabo Janos Szekeres                            | Schweden Lars Ivarsson Karl Karlsson Per-Anders Lingman Gunnar Svensson          |
| 1978       | Italien Giovanni Mezzani Ezio Cini Italo Mari Fiorenzo Zanella                        | BR Deutschland Günther Danne Wolfgang Hamberger Thomas Lederer Christoph-Michael Zeisner | Finnland Martti Eskelinen Jorma Lievonen Juha Rannikko Matti Saeteri             |
| 1979       | Sowjetunion Aljaksandr Hasau Igor Sokolow Mati Jigi Aljaksandr Kedsjarau              | Ungarn Gyula Szabo Andras Doleschall Tibor Bodnár Janos Szekeres                         | Schweden Lars Ivarsson Karl Karlsson Harry Johansson Martin Nordfors             |
| 1981       | Sowjetunion Alexei Rudnitzki Igor Sokolow Alexander Iwantschichin Juri Kadenatzi      | Ungarn Zoltan Keczeli Andras Doleschall Tibor Bodnár Kalman Kovacs                       | Volksrepublik China Yu Jiping Chu Gang Wang Zhongyuan Xie Yili                   |
| 1982       | Sowjetunion Nikolai Dedow Igor Sokolow Alexander Iwantschichin Juri Kadenatzi         | Ungarn Zoltan Keczeli Andras Doleschall István Péni Kalman Kovacs                        | Finnland Heikki Koskinen Jorma Lievonen Matti Saeteri Timo Vuchensilta           |
| 1983       | Sowjetunion Sergej Sawostjanow Nikolai Dedow Juri Kadenatzi                           | Polen Zygmunt Bogdziewicz Jerzy Greszkiewicz Eugeniusz Janczak                           | Volksrepublik China Bin He Wang Zhongyuan Yu Jiping                              |
| 1986       | Volksrepublik China Huang Shiping Li Yuwei Yang Yiming                                | Sowjetunion Hennadij Awramenko Sergei Lusow Igor Sokolow                                 | Ungarn Tibor Bodnár Andras Doleschall Attila Solti                               |
| 1990       | Sowjetunion Alexej Poslow Hennadij Awramenko Andrej Wassiliew                         | Volksrepublik China Cai Zhiyong Shu Quingquan Zhang Ronghui                              | Ungarn Jozsef Angyan József Sike Attila Solti                                    |
| 1994       | Tschechien Luboš Račanský Miroslav Januš Jan Kermiet                                  | Russland Anatoli Asrabajew Alexander Konischew Igor Kolesow                              | Volksrepublik China Cai Zhiyong Shu Quingquan Jun Xiao                           |
| 2002       | Tschechien Miroslav Lizal Miroslav Januš Luboš Račanský                               | Finnland Krister Holmberg Vesa Saviahde Pasi Wedman                                      | Russland Alexander Blinow Juri Jermolenko Dmitri Lykin                           |
| 2006       | Ukraine Wjatscheslaw Prianischnikow Alexander Zinenko Alexander Ulwak                 | Russland Igor Kolesow Alexander Blinow Dmitri Lykin                                      | Schweden Emil Andersson Niklas Bergström Sami Pesonen                            |
| 2008       | Tschechien Bedrich Jonas Miroslav Januš Luboš Račanský                                | Russland Igor Kolesow Alexander Blinow Dmitri Romanow                                    | Schweden Emil Andersson Niklas Bergström Mattias Bergman                         |
| 2009       | Russland Igor Kolesow Alexander Blinow Dmitri Romanow                                 | Finnland Krister Holmberg Vesa Saviahde Pasi Wedman                                      | Tschechien Bedrich Jonas Miroslav Januš Luboš Račanský                           |
| 2010       | Russland Maxim Stepanow Alexander Blinow Dmitri Romanow                               | Volksrepublik China Zhai Yujia Zeng Guobin Yang Ling                                     | Ukraine Andrej Gilschenko Wladislaw Prianischnikow Alexander Zinenko             |
| 2012       | Tschechien Josef Niki Miroslav Januš Bedrich Jonas                                    | Ukraine Andrej Gilschenko Wladislaw Prianischnikow Alexander Zinenko                     | Russland Michail Asarenko Alexander Blinow Dmitri Romanow                        |
| 2014       | Schweden Niklas Bergström Rickard Johannsson Emil Martinsson                          | Russland Michail Asarenko Maxim Stepanow Dmitri Romanow                                  | Tschechien Josef Nikl Miroslav Januš Bedrich Jonas                               |
| 2016       | Russland Michail Asarenko Maxim Stepanow Dmitri Romanow                               | Schweden Jesper Nyberg Rickard Johannsson Emil Martinsson                                | Ungarn Tamás Tasi László Boros József Sike                                       |
| 2018       | Schweden Jesper Nyberg Niklas Bergström Emil Martinsson                               | Russland Michail Asarenko Maxim Stepanow Dmitri Romanow                                  | Nordkorea Pak Myong-won Jo Yong-chol Kwon Kwang-il                               |

### Einzel Herren langsam
| Jahr (Ort) | Gold         | Silber         | Bronze           |
| ---------- | ------------ | -------------- | ---------------- |
| 2016       | László Boros | Dmitri Romanow | Michail Asarenko |

### Medaillenspiegel
Stand: 2018
| Rang | Land                       | Gold | Silber | Bronze | Gesamt |
| ---- | -------------------------- | ---- | ------ | ------ | ------ |
| 1    | Russland inkl. Sowjetunion | 44   | 29     | 10     | 83     |
| 2    | Schweden                   | 10   | 14     | 15     | 39     |
| 3    | Tschechien                 | 7    | 3      | 6      | 16     |
| 4    | Ungarn                     | 6    | 14     | 10     | 30     |
| 5    | Polen                      | 5    | 3      | 2      | 10     |
| 6    | Finnland                   | 4    | 6      | 6      | 16     |
| 7    | Volksrepublik China        | 4    | 3      | 6      | 13     |
| 8    | Deutschland inkl. DDR      | 2    | 5      | 5      | 12     |
| 9    | Italien                    | 2    | 0      | 2      | 4      |
| 10   | Hongkong                   | 2    | 0      | 0      | 2      |
| 11   | Ukraine                    | 1    | 2      | 6      | 9      |
| 12   | Kolumbien                  | 1    | 1      | 3      | 5      |
| 13   | Vereinigte Staaten         | 0    | 3      | 9      | 12     |
| 14   | Slowakei                   | 0    | 3      | 4      | 7      |
| 15   | Vereinigtes Königreich     | 0    | 1      | 0      | 1      |
| 15   | Frankreich                 | 0    | 1      | 0      | 1      |
| 17   | Nordkorea                  | 0    | 0      | 2      | 2      |
| 18   | Guatemala                  | 0    | 0      | 1      | 1      |
| 18   | Südkorea                   | 0    | 0      | 1      | 1      |
|      |                            | 88   | 88     | 88     | 264    |

## Laufende Scheibe

### Einzel Herren 10 m
| Jahr (Ort)       | Gold              | Silber                   | Bronze                   |
| ---------------- | ----------------- | ------------------------ | ------------------------ |
| 1981 ( Dominica) | Juri Kadenatzi    | Andrei Terjochin         | Igor Monaschkow          |
| 1982             | Igor Sokolow      | Sergei Sawostjanow       | Alexander Iwantschichin  |
| 1983             | Jean-Luc Tricoire | Igor Sokolow             | Randy Stewart            |
| 1986             | Luboš Račanský    | Zygmunt Bogdziewicz      | Sergej Lusow             |
| 1987             | Jean-Luc Tricoire | Luboš Račanský           | Alexander Schachariwkow  |
| 1989             | Attila Solti      | Jozsef Angyan            | József Sike              |
| 1990             | Manfred Kurzer    | Shu Quingquan            | Hennadij Awramenko       |
| 1991             | Luboš Račanský    | Hennadij Awramenko       | Andrej Wassiliew         |
| 1994             | Manfred Kurzer    | Krister Holmberg         | Carlo Colombo            |
| 1998             | Niu Zhiyuan       | Adam Saathoff            | Igor Kolosew             |
| 2002             | Dmitri Lykin      | Yang Ling                | Adam Saathoff            |
| 2006             | Niu Zhiyuan       | Alexander Blinow         | Miroslav Januš           |
| 2008             | Emil Andersson    | Miroslav Januš           | Wladislaw Prianischnikow |
| 2009             | Emil Andersson    | Wladislaw Prianischnikow | Dmitri Romanow           |
| 2012             | Dmitri Romanow    | Łukasz Czapla            | László Boros             |
| 2014             | Emil Martinsson   | Zhai Yujia               | Dmitri Romanow           |
| 2016             | Łukasz Czapla     | Pak Myong-won            | Bedrich Jonas            |
| 2018             | Jesper Nyberg     | Maxim Stepanow           | Wladislaw Prianischnikow |

### Mannschaft Herren 10 m
| Jahr (Ort) | Gold                                                                               | Silber                                                                | Bronze                                                                         |
| ---------- | ---------------------------------------------------------------------------------- | --------------------------------------------------------------------- | ------------------------------------------------------------------------------ |
| 1981       | Sowjetunion Juri Kadenatzi Gennadi Malukhin Andrei Terjochin Igor Monaschkow       | Vereinigte Staaten Francis Allen Harry Lucker Randy Stewart P. Wypych | Puerto Rico R. Gonzalez A. Ortiz Pedro Ramirez C. Llorens                      |
| 1982       | Sowjetunion Igor Sokolow Alexander Iwantschichin Sergei Sawostjanow Juri Kadenatzi | Volksrepublik China Bin He Wang Zhongyuan Ji Ping Xie Yili            | Vereinigte Staaten Todd Bensley Michael English Randy Stewart Robert George    |
| 1983       | Sowjetunion Igor Sokolow Sergei Sawostjanow Juri Kadenatzi                         | Frankreich Bernard Gasquet Thierry Guiot Jean-Luc Tricoire            | Vereinigte Staaten Randy Stewart Todd Bensley Michael English                  |
| 1986       | Sowjetunion Hennadij Awramenko Igor Malaschkow Sergei Lusow                        | Tschechoslowakei Luboš Račanský Jan Kermiet Libor Tesar               | Vereinigte Staaten Randy Stewart Todd Bensley Michael English                  |
| 1987       | Tschechoslowakei Luboš Račanský Jan Kermiet Libor Tesar                            | Sowjetunion Hennadij Awramenko Nicolai Lapin Alexander Schachariwkow  | Vereinigte Staaten Randy Stewart Todd Bensley Michael English                  |
| 1989       | Ungarn Attila Solti József Sike Jozsef Angyan                                      | Sowjetunion Hennadij Awramenko Nicolai Asrabajew Eugeni Geht          | Tschechoslowakei Luboš Račanský Jan Kermiet Jindrich Svoboda                   |
| 1990       | Volksrepublik China Cai Zhiyong Shu Quingquan Zhang Ronghui                        | Ungarn Attila Solti József Sike Jozsef Angyan                         | Deutsche Demokratische Republik Peter Meserth Michael Jakosits Jens Zimmermann |
| 1991       | Sowjetunion Hennadij Awramenko Andrej Wassiliew Andrei Romanow                     | Deutschland Michael Jakosits Peter Meserth Jens Zimmermann            | Ungarn Jozsef Angyan József Sike Attila Solti                                  |
| 1994       | Tschechien Jan Kermiet Miroslav Januš Luboš Račanský                               | Vereinigte Staaten Roy Hill Adam Saathoff Lonn Saunders               | Ungarn Jozsef Angyan József Sike Tamas Burkus                                  |
| 1998       | Finnland Pasi Wedman Krister Holmberg Vesa Saviahde                                | Deutschland Manfred Kurzer Michael Jakosits Jens Zimmermann           | Russland Igor Kolosew Dmitri Lykin Alexander Iwanow                            |
| 2002       | Deutschland Manfred Kurzer Michael Jakosits Marko Schulze                          | Russland Igor Kolesow Dmitri Lykin Alexander Blinow                   | Volksrepublik China Yang Ling Zeng Guobin Niu Zhiyuan                          |
| 2006       | Russland Alexander Blinow Maxim Stepanow Dmitri Lykin                              | Volksrepublik China Niu Zhiyuan Lin Gan Zhang Weijan                  | Schweden Emil Andersson Sami Pesonen Niklas Bergström                          |
| 2008       | Ukraine Wladislaw Prianischnikow Andrej Gilschenko Alexander Zinenko               | Tschechien Miroslav Januš Bedrich Jonas Luboš Račanský                | Russland Igor Kolesow Maxim Stepanow Dmitri Romanow                            |
| 2009       | Russland Igor Kolesow Maxim Stepanow Dmitri Romanow                                | Tschechien Miroslav Januš Bedrich Jonas Luboš Račanský                | Ukraine Wladislaw Prianischnikow Andrej Gilschenko Alexander Zinenko           |
| 2014       | Russland Alexander Iwanow Maxim Stepanow Dmitri Romanow                            | Volksrepublik China Xie Durun Zhai Yujia Zhang Jie                    | Ungarn Tamás Tasi József Sike László Boros                                     |
| 2016       | Finnland Krister Holmberg Heikki Lahdekorpi Tomi-Pekka Heikkiläe                   | Schweden Jesper Nyberg Niklas Bergström Emil Martinsson               | Russland Michail Asarenko Maxim Stepanow Dmitri Romanow                        |
| 2018       | Russland Wladislaw Schepotkin Maxim Stepanow Wladislaw Prianischnikow              | Nordkorea Jo yong-chol Kwon Kwang-il Pak Myong-won                    | Schweden Niklas Bergström Emil Martinsson Jesper Nyberg                        |

### Einzel Herren Mix 10 m
| Jahr (Ort) | Gold                 | Silber           | Bronze               |
| ---------- | -------------------- | ---------------- | -------------------- |
| 1994       | Roy Hill             | Miroslav Januš   | Krister Holmberg     |
| 1998       | Niu Zhiyuan          | Miroslav Lizal   | Juri Jurasow         |
| 2002       | József Sike          | Michael Jakosits | Adam Saathoff        |
| 2006       | Łukasz Czapla        | Lin Gan          | Niu Zhiyuan          |
| 2008       | Łukasz Czapla        | Krister Holmberg | Emil Andersson       |
| 2009       | Dmitri Romanow       | Miroslav Januš   | Maxim Stepanow       |
| 2010       | Dmitri Romanow       | Zhai Yujia       | Krister Holmberg     |
| 2014       | Zhai Yujia           | Emil Martinsson  | Dmitri Romanow       |
| 2016       | Emil Martinsson      | Pak Myong-won    | Tomi-Pekka Heikkiläe |
| 2018       | Tomi-Pekka Heikkiläe | Łukasz Czapla    | Michail Asarenko     |

### Mannschaft Herren Mix 10 m
| Jahr (Ort) | Gold                                                             | Silber                                                               | Bronze                                                  |
| ---------- | ---------------------------------------------------------------- | -------------------------------------------------------------------- | ------------------------------------------------------- |
| 1994       | Tschechien Miroslav Januš Luboš Račanský Jan Kermiet             | Russland Anatoli Asrabajew Igor Kolesow Alexander Konischew          | Vereinigte Staaten Adam Saathoff Roy Hill Lonn Saunders |
| 1998       | Tschechien Miroslav Lizal Luboš Račanský Miroslav Januš          | Volksrepublik China Niu Zhiyuan Yang Ling Jun Xiao                   | Finnland Krister Holmberg Vesa Saviahde Pasi Wedman     |
| 2002       | Russland Dmitri Lykin Igor Kolesow Maxim Stepanow                | Volksrepublik China Zeng Guobin Yang Ling Niu Zhiyuan                | Finnland Teppo Koskue Vesa Saviahde Pasi Wedman         |
| 2006       | Volksrepublik China Lin Gan Yang Ling Niu Zhiyuan                | Ukraine Wladislaw Prianischnikow Alexander Ulawk Andrej Gilschenko   | Schweden Niklas Bergström Emil Andersson Sami Pesonen   |
| 2008       | Russland Alexander Blinow Dmitri Romanow Maxim Stepanow          | Ukraine Wladislaw Prianischnikow Alexander Zinenko Andrej Gilschenko | Ungarn József Sike Tinor Szabo Tamás Tasi               |
| 2009       | Russland Dmitri Romanow Igor Kolesow Maxim Stepanow              | Tschechien Miroslav Januš Bedrich Jonas Luboš Račanský               | Slowakei Peter Pelach                                   |
| 2010       | Volksrepublik China Zeng Guobin Yang Ling Zhai Yujia             | Russland Dmitri Romanow Michail Asarenko Maxim Stepanow              | Slowakei Peter Pelach Peter Planovsky Miroslav Jurco    |
| 2014       | Russland Dmitri Romanow Alexander Iwanow Maxim Stepanow          | Volksrepublik China Zhai Yujia Xie Durun Zhang Jie                   | Ungarn Tamás Tasi József Sike László Boros              |
| 2016       | Finnland Krister Holmberg Heikki Lahdekorpi Tomi-Pekka Heikkiläe | Schweden Jesper Nyberg Niklas Bergström Emil Martinsson              | Nordkorea Pak Myong-won Ri Yong-hun Jo Yong-chol        |
| 2018       | Schweden Jesper Nyberg Niklas Bergström Emil Martinsson          | Russland Michail Asarenko Maxim Stepanow Wladislaw Prianischnikow    | Nordkorea Pak Myong-won Kwon Kwang-il Jo Yong-chol      |

### Einzel Damen 10 m
| Jahr (Ort) | Gold              | Silber              | Bronze             |
| ---------- | ----------------- | ------------------- | ------------------ |
| 1994       | Kim Moon-sun      | Csilla Madari       | Ann Sjokvist       |
| 1998       | Natalja Kowalenko | Xu Xing             | Xia Wang           |
| 2002       | Xu Xuan           | Xia Wang            | Natalja Kowalenko  |
| 2006       | Audrey Corenfios  | Sun Aiwen           | Wiktoria Sabolotna |
| 2008       | Galina Awramenko  | Julia Jeydenzon     | Elena Neff         |
| 2009       | Galina Awramenko  | Tetjana Jeweysenko  | Wiktoria Sabolotna |
| 2010       | Li Xueyan         | Zhao Li Li          | Irina Ismaikowa    |
| 2012       | Yang Zeng         | Li Xuejan           | Irina Ismaikowa    |
| 2014       | Julia Jeydenzon   | Wiktoria Rybowalowa | Olga Stepanowa     |
| 2016       | Galina Awramenko  | Julia Jeydenzon     | Zhao Li Li         |
| 2018       | Olga Stepanowa    | Li Xueyan           | Galina Awramenko   |

### Mannschaft Damen 10 m
| Jahr (Ort) | Gold                                               | Silber                                                           | Bronze                                                          |
| ---------- | -------------------------------------------------- | ---------------------------------------------------------------- | --------------------------------------------------------------- |
| 1998       | Volksrepublik China Xu Xing Xia Wang Liu Miao      | Deutschland Silke Johannes Jacqueline Ramnick Martina Ganslmeier | Russland Irina Ismaikowa Jelena Korablewa Irina Machoutscha     |
| 2002       | Volksrepublik China Xu Xuan Xia Wang Zhiqi Qiu     | Ukraine Galina Awramenko Ganna Neustrojewa Katerina Samochina    | Russland Irina Ismaikowa Jelena Korablewa Anait Gasparjan       |
| 2006       | Volksrepublik China Sin Aiwen Qiujue Wang Xu Xuan  | Ukraine Galina Awramenko Wiktoria Sabolotna Katerina Samochina   | Russland Irina Ismaikowa Anna Ilina Julia Jeydenzon             |
| 2012       | Volksrepublik China Su Li Li Xuejan Yang Zeng      | Russland Irina Ismaikowa Olga Stepanowa Julia Jeydenzon          | Ukraine Galina Awramenko Anastasia Sawelewa Wiktoria Rybowalowa |
| 2014       | Volksrepublik China Su Li Li Xuejan Yang Zeng      | Russland Irina Ismaikowa Olga Stepanowa Julia Jeydenzon          | Ukraine Galina Awramenko Katerina Samochina Wiktoria Rybowalowa |
| 2016       | Volksrepublik China Su Li Zhao Li Li Yang Zeng     | Russland Irina Ismaikowa Olga Stepanowa Julia Jeydenzon          | Ukraine Galina Awramenko Ljudmila Wasyljuk Wiktoria Rybowalowa  |
| 2018       | Volksrepublik China Su Li Li Xueyan Huang Qingqing | Nordkorea Paek Ok-sim Han Chol-sim Ri Ri-ye                      | Russland Julia Jeydenzon Irina Izmailkowa Olga Stepanowa        |

### Einzel Damen Mix 10 m
| Jahr (Ort) | Gold             | Silber             | Bronze             |
| ---------- | ---------------- | ------------------ | ------------------ |
| 2002       | Audrey Soquet    | Qiu Zhiqi          | Wang Xia           |
| 2006       | Audrey Corenfios | Galina Awramenko   | Sun Aiwen          |
| 2008       | Galina Awramenko | Wiktoria Sabolotna | Katerina Samochina |
| 2009       | Natalja Gurowa   | Wiktoria Sabolotna | Olga Stepanowa     |
| 2012       | Su Li            | Li Xuejan          | Galina Awramenko   |
| 2014       | Su Li            | Yang Zeng          | Galina Awramenko   |
| 2016       | Yang Zeng        | Galina Awramenko   | Julia Jeydenzon    |
| 2018       | Su Li            | Li Xueyan          | Irina Izmailkowa   |

### Mannschaft Damen Mix 10 m
| Jahr (Ort) | Gold                                                           | Silber                                                            | Bronze                                                          |
| ---------- | -------------------------------------------------------------- | ----------------------------------------------------------------- | --------------------------------------------------------------- |
| 2002       | Volksrepublik China Xu Xuan Wang Xia Qiu Zhiqi                 | Deutschland Silke Johannes Daniela Faust Julie Kirr               | Ukraine Galina Awramenko Ganna Neustrojewa Katerina Samochina   |
| 2006       | Ukraine Galina Awramenko Wiktoria Sabolotna Katerina Samochina | Volksrepublik China Sun Aiwen Xu Xuan Wang Qijue                  | Russland Irina Ismaikowa Anna Ilina Julia Jeydenzon             |
| 2012       | Volksrepublik China Su Li Li Xuejan Yang Zeng                  | Russland Irina Ismaikowa Olga Stepanowa Julia Jeydenzon           | Ukraine Galina Awramenko Anastasia Sawelewa Wiktoria Rybowalowa |
| 2014       | Volksrepublik China Su Li Li Xuejan Yang Zeng                  | Russland Irina Ismaikowa Olga Stepanowa Julia Jeydenzon           | Ukraine Galina Awramenko Katerina Samochina Wiktoria Rybowalowa |
| 2016       | Volksrepublik China Su Li Zhao Li Li Yang Zeng                 | Russland Irina Ismaikowa Olga Stepanowa Julia Jeydenzon           | Ukraine Galina Awramenko Ljudmila Wasyljuk Wiktoria Rybowalowa  |
| 2018       | Volksrepublik China Su Li Li Xueyan Huang Qingqing             | Ukraine Galina Awramenko Wiktoria Rybowalowa Walentina Goncharowa | Russland Irina Izmailkowa Olga Stepanowa Julia Jeydenzon        |

### Medaillenspiegel
Stand: 2018
| Rang | Land                              | Gold | Silber | Bronze | Gesamt |
| ---- | --------------------------------- | ---- | ------ | ------ | ------ |
| 1    | Volksrepublik China               | 26   | 22     | 6      | 54     |
| 2    | Russland inkl. Sowjetunion        | 21   | 20     | 28     | 69     |
| 3    | Ukraine                           | 6    | 12     | 16     | 34     |
| 4    | Tschechien inkl. Tschechoslowakei | 6    | 9      | 3      | 18     |
| 5    | Schweden                          | 6    | 3      | 4      | 13     |
| 6    | Frankreich                        | 5    | 1      | 0      | 6      |
| 7    | Finnland                          | 4    | 2      | 6      | 12     |
| 8    | Deutschland inkl. DDR             | 3    | 5      | 2      | 10     |
| 9    | Ungarn                            | 3    | 3      | 7      | 13     |
| 10   | Polen                             | 3    | 3      | 0      | 6      |
| 11   | Kasachstan                        | 2    | 0      | 1      | 3      |
| 12   | Vereinigte Staaten                | 1    | 3      | 8      | 12     |
| 13   | Südkorea                          | 1    | 0      | 0      | 1      |
| 14   | Nordkorea                         | 0    | 4      | 2      | 6      |
| 15   | Slowakei                          | 0    | 0      | 2      | 2      |
| 16   | Italien                           | 0    | 0      | 1      | 1      |
| 16   | Puerto Rico                       | 0    | 0      | 1      | 1      |
|      |                                   | 87   | 87     | 87     | 261    |

## Gesamtmedaillenspiegel
Stand: 2018
| Rang | Land                   | Gold | Silber | Bronze | Gesamt |
| ---- | ---------------------- | ---- | ------ | ------ | ------ |
| 1    | Sowjetunion            | 49   | 28     | 15     | 92     |
| 2    | Volksrepublik China    | 30   | 25     | 12     | 67     |
| 3    | Russland               | 29   | 25     | 27     | 81     |
| 4    | Schweden               | 22   | 27     | 34     | 83     |
| 5    | Norwegen               | 13   | 11     | 4      | 28     |
| 6    | Tschechien             | 10   | 10     | 8      | 28     |
| 7    | Ungarn                 | 9    | 17     | 17     | 43     |
| 8    | Polen                  | 9    | 7      | 2      | 18     |
| 9    | Finnland               | 8    | 10     | 19     | 37     |
| 10   | Ukraine                | 7    | 14     | 22     | 43     |
| 11   | Vereinigte Staaten     | 6    | 14     | 20     | 40     |
| 12   | Deutschland inkl. DDR  | 5    | 10     | 7      | 22     |
| 13   | Frankreich             | 5    | 2      | 0      | 7      |
| 14   | Tschechoslowakei       | 3    | 2      | 1      | 6      |
| 15   | Italien                | 2    | 0      | 3      | 5      |
| 16   | Kasachstan             | 2    | 0      | 1      | 3      |
| 17   | Hongkong               | 2    | 0      | 0      | 2      |
| 18   | Kolumbien              | 1    | 1      | 3      | 5      |
| 19   | Südkorea               | 1    | 0      | 1      | 2      |
| 20   | Nordkorea              | 0    | 4      | 4      | 8      |
| 21   | Slowakei               | 0    | 3      | 6      | 9      |
| 22   | Vereinigtes Königreich | 0    | 1      | 0      | 1      |
| 23   | Puerto Rico            | 0    | 0      | 1      | 1      |
| 23   | Argentinien            | 0    | 0      | 1      | 1      |
| 23   | Guatemala              | 0    | 0      | 1      | 1      |
|      |                        | 213  | 211    | 209    | 633    |